# Santiago (Putumayo)
Santiago – miasto w Kolumbii, w departamencie Putumayo.